# Egmont Lucius
Egmont Lucius (* 13. September 1814 in Braunschweig; † 18. Dezember 1884 ebenda) war ein deutscher Politiker im Herzogtum Braunschweig und Mitglied der Braunschweigischen Landesversammlung.

## Leben und Wirken
Egmont Lucius, der Sohn eines Buchhändlers, besuchte das Pro- und Obergymnasium in Braunschweig und studierte von 1836 bis 1839 Rechtswissenschaften an den Universitäten Göttingen und Heidelberg. Nach seinem juristischen Studienabschluss war er ab 1840 zunächst als Auditor, dann ab 1843 als Anwalt und schließlich ab 1847 als Notar und ab 1853 als Obergerichtsadvokat in Braunschweig tätig.

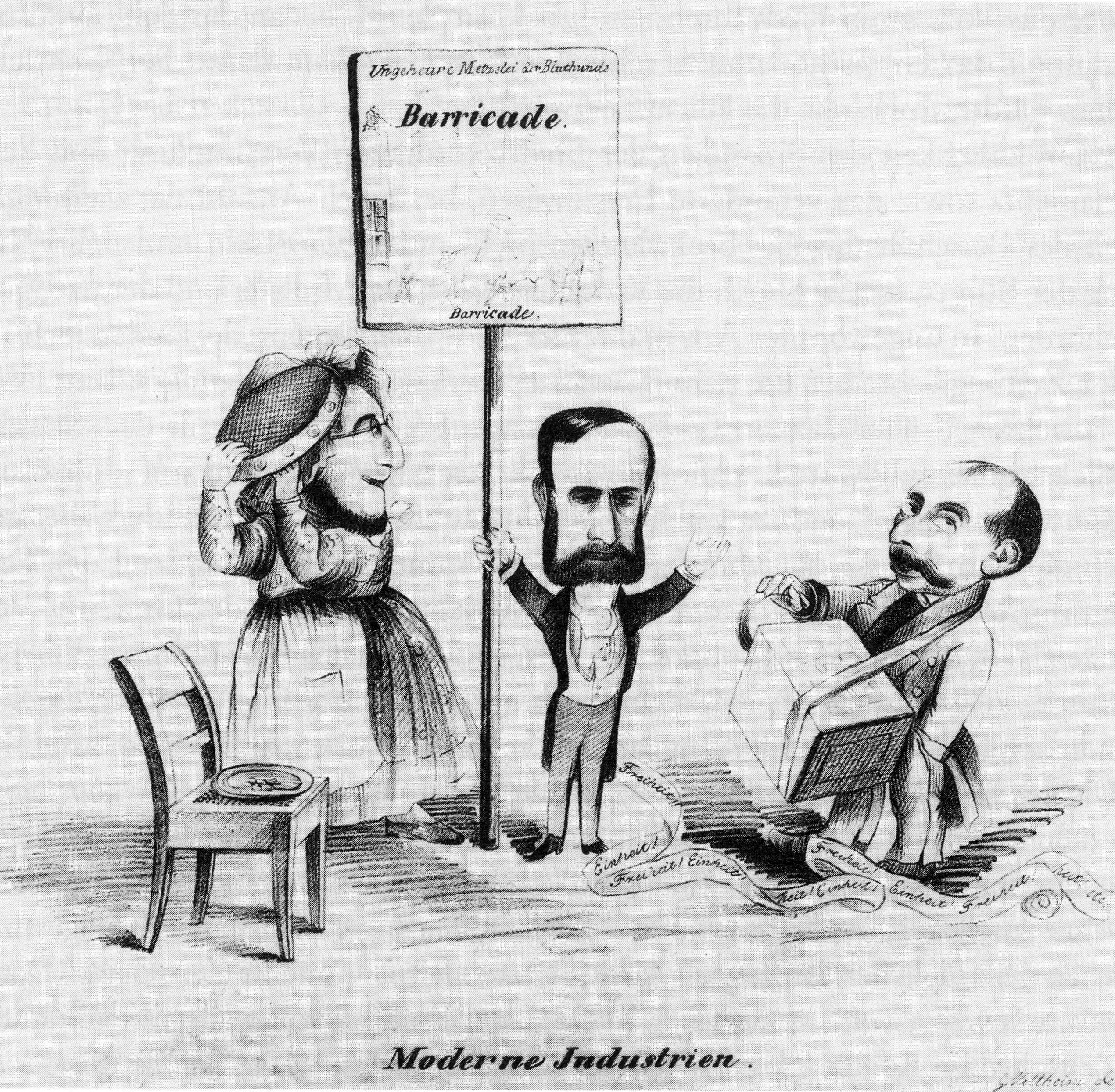
Revolution 1848/1849 in Braunschweig: „Moderne Industrien“, Karikatur von Hans von Veltheim. Dargestellt sind als Bänkelsänger die Braunschweiger Politiker: Adolf Aronheim (links), August Hollandt (Mitte) und Egmont Lucius (rechts).

Neben seiner beruflichen Tätigkeit war Lucius mehrere Jahrzehnte lang als braunschweigischer Politiker aktiv. Bis zur Revolution 1848/49 gehörte er zum linksliberalen politischen Spektrum. Er hatte Kontakte zum Kommunistenbund in der Braunschweigischen Landesversammlung und engagierte sich in der Revolutionszeit in politischen Vereinen. Seit August 1848 war er Mitbegründer und Vorstandsmitglied des demokratischen Volksvereins und von Dezember 1848 bis 1851 Mitglied der Braunschweigischen Landesversammlung.
Nach dem Scheitern des Braunschweiger Demokratenkongresses im Jahr 1850 wandte er sich den Nationalliberalen zu. Im Jahr 1859 gehörte er zu den Unterzeichnern des Gründungsprogramms des Deutschen Nationalvereins. Er war Mitbegründer der Braunschweiger Ortsgruppe des Deutschen Nationalvereins und bis 1863 dessen örtlicher Agent.
Von 1873 bis 1875 wirkte er als Abgeordneter der Nationalliberalen Partei in der Braunschweigischen Landesversammlung.

## Bedeutung
Egmont Lucius wird als „einer der führenden liberalen Politiker in seiner Geburtsstadt“ und als einer der „herausragenden bürgerlichen Repräsentanten“ während der Revolutionszeit 1848/49 in Braunschweig charakterisiert.